# منزل ميمون
قرية منزل ميمون هي إحدى القرى التابعة لمركز أبو كبير في محافظة الشرقية في جمهورية مصر العربية. حسب إحصاءات سنة 2006، بلغ إجمالي السكان في منزل ميمون 5902 نسمة، منهم 3016 رجل و2886 امرأة.

## التاريخ
قرية منزل ميمون من القرى القديمة، حيث وردت باسم «منزل ميمون» في أعمال الشرقية ضمن قرى الروك الصلاحي التي أحصاها ابن مماتي في كتاب قوانين الدواوين. كما ورد اسمها في أعمال الشرقية ضمن قرى الروك الناصري التي أحصاها ابن الجيعان في كتاب «التحفة السنية بأسماء البلاد المصرية». وفي العصر العثماني وردت في التربيع العثماني الذي أجراه الوالي العثماني سليمان باشا الخادم في عصر السلطان العثماني سليمان القانوني ضمن قرى ولاية الشرقية، وفي تاريخ 1228هـ/1813م الذي عدّ قرى مصر بعد المسح الذي قام به محمد علي باشا باسم «منزل ميمون» ضمن قرى مديرية الشرقية.